# Guerra Civil da Grécia
A Guerra Civil da Grécia (em grego: ο  Ελληνικός εμφύλιος πόλεμος, translit. Ellinikos Emfylios Polemos) foi travada de 1946 a 1949, e envolveu as forças armadas do governo monárquico grego, apoiadas pelo Reino Unido e pelos Estados Unidos, contra  o Partido Comunista da Grécia (KKE, do grego Kommounistikó Kómma Elládas) e seu braço armado, o Exército Democrático da Grécia (DSE, do grego Dimokratikos Stratos Elladas), juntamente com a maior organização de resistência antifascista da Grécia - a Frente Nacional de Liberação (EAM, do grego Ethniko Apeleftherotiko Metopo) e seu braço armado, o Exército Democrático da Grécia (ELAS, do grego Ellinikós Laikós Apeleftherotikós Stratós), com o apoio da Bulgária, Iugoslávia e Albânia. 

## Antecedentes
A guerra civil foi o resultado de uma luta muito polarizada entre esquerda e direita, iniciada em 1943, na Grécia. A disputa prosseguiu  após a Segunda Guerra Mundial, diante do vácuo de poder criado com o fim da ocupação alemã e italiana (abril de 1941 a outubro de 1944). Ao término da ocupação, persistia um clima de confrontação entre as duas partes, com acusações mútuas de terrorismo. O KKE boicotou as eleições propostas pelos conservadores, e recusou-se a entregar suas armas, e os confrontos prosseguiram.

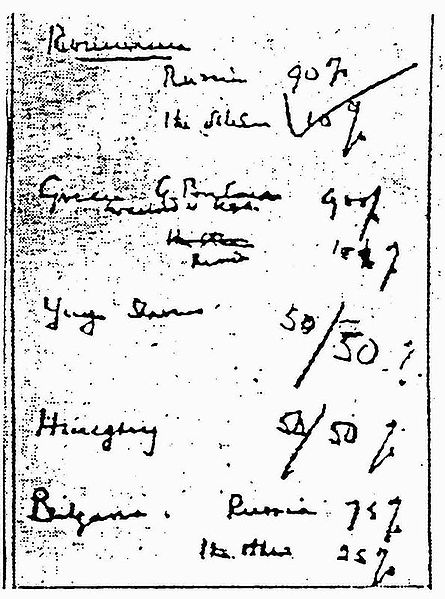
O famoso acordo de porcentagens, entre Churchill e Stalin, refere-se à partilha dos Bálcãs (Arquivo de Imagens da Österreichischen Nationalbibliothek de Viena).

Um dos primeiros conflitos ocorridos no contexto da Guerra Fria, a guerra civil grega representa também, segundo alguns analistas, o primeiro exemplo de interferência ocidental na política interna de um país estrangeiro no pós-guerra. Para os outros, marca o primeiro teste sério do chamado acordo de percentuais, feito em Moscou, entre Churchill e Stalin, referente à distribuição de esferas de influência nos Bálcãs. Esse acordo previa as seguintes "taxas de influência", respectivamente para os Aliados ocidentais e para a URSS:
- Hungria: 50%-50%
- Iugoslávia: 50%-50%
- Romênia: 10%-90%
- Bulgária: 25%-75%
- Grécia: 90%-10%

O acordo não considerava a participação relativa dos não comunistas e dos comunistas nos movimentos de resistência, nem as aspirações da população de cada país. Por exemplo, os comunistas eram francamente minoritários na Hungria, Romênia e Bulgária, mas eram majoritários na Grécia e na liderança do ELAS. Na ocasião, Churchill teria dito: "Não vamos nos desentender por coisas que não valem a pena". E em seguida, pegou uma folha de papel, rabiscou sua proposta e estendeu o papel a Stalin, que sacou do bolso da jaqueta um lápis azul de carpinteiro e traçou um "V" para marcar sua aprovação.

## Fases do conflito
- A primeira fase da guerra civil, ocorreu entre 1941 e 1944, ainda durante a ocupação nazista. Com o governo grego do exílio incapaz de influenciar a situação doméstica, surgiram vários grupos de resistência, de diferentes filiações políticas - de monarquistas a comunistas - com predomínio da Frente de Libertação Nacional (EAM), de esquerda, controlada de forma eficaz pelo KKE.

Os movimentos de esquerda e os conservadores travam uma luta fratricida pela direção da resistência grega. Os conservadores se agrupavam em torno do rei Jorge II, no exílio, enquanto as organizações de esquerda haviam formado um governo clandestino, apoiando-se sobre a bem-sucedida organização do ELAS, que tinha maior peso na resistência antifascista. A partir do Outono de 1943, os atritos entre a EAM e os outros grupos de resistência resultaram em confrontos dispersos.
Em abril de 1944, os monarquistas formaram um governo liderado por George Papandreou, no Cairo, sob os auspícios dos Aliados ocidentais mas sem contar com o povo grego. Este governo não foi reconhecido pelos membros comunistas da resistência.
Em maio do mesmo ano, representantes de todos os partidos políticos e dos grupos de resistência se reuniram no Líbano, visando chegar a um acordo sobre um governo de unidade nacional. Apesar de a EAM acusar todas as outras forças gregas de colaborar com o inimigo, e das acusações contra EAM-ELAS de assassinatos, roubos e banditismo, foi alcançado um acordo formando um governo de união nacional. Dos 24 ministros designados, seis eram filiados ao EAM. O acordo foi possível graças às instruções dadas pela URSS ao KKE para que evitasse ameaçar a união dos Aliados. Entretanto, o problema do desarmamento dos grupos de resistência ainda não fora resolvido.
No verão de 1944, já era evidente que os alemães logo estariam fora da Grécia, pois a foças soviéticas já avançavam pela Romênia, em direção à Iugoslávia, e assim, caso permanecessem, os alemães corriam o risco de ficar isolados. O governo grego no exílio, agora liderado por George Papandreou, transferiu-se para Caserta, na Itália, preparando-se para voltar à Grécia. Conforme o Acordo de Caserta, firmado em setembro de 1944, todas as forças da resistência grega ficariam sob o comando de um oficial britânico, o general Ronald Scobie.
- A segunda fase começa em dezembro de 1944, após o fim da ocupação nazista, estendendo-se até 1946. O governo monárquico no exílio retorna e disputa com os comunistas o controle do país. Apesar da forte inserção da EAM na Grécia,[10] os monarquistas, com a ajuda do Reino Unido, conseguiram manter Atenas e Salónica. O próprio Winston Churchill viajou para Atenas, a fim de coordenar a assistência britânica. Os comunistas controlavam praticamente todo o resto do país. Finalmente chega-se a um acordo, o Pacto Varkiza, assinado pelos vários partidos gregos, em fevereiro de 1945, sob pressão britânica e soviética. O acordo previa a completa desmobilização do ELAS e de todos os demais grupos paramilitares, anistia para crimes políticos, realização de um referendo para decidir o futuro da monarquia e de eleições legislativas. O regente, Arcebispo Damaskinos,  e os monarquistas concordam em realizar as eleições legislativas sob a supervisão dos Aliados. O KKE continuaria legal. Em abril, seu líder Nikos Zachariadis, retorna do campo de concentração de Dachau, na Alemanha, e declara que doravante o objetivo do KKE seria uma "democracia popular" a ser obtida por meios pacíficos. No entanto, o Pacto de Varkiza significou uma grande derrota política, mais que militar, para o KKE. Não apenas o ELAS estava acabado. Segundo o pacto, só os crimes políticos seriam anistiados. Muitos atos cometidos durante a ocupação alemã foram considerados crimes comuns e, portanto, excluídos da anistia. Em consequência, 40 mil comunistas ou antigos membros do ELAS foram presos. Diante disso, muitos veteranos partisans esconderam suas armas nas montanhas e 5 mil deles escaparam para a Iugoslávia.

Em 31 de Março de 1946, realizaram-se eleições para o parlamento grego - boicotadas pelo KKE - formando-se um novo governo, de centro-direita. Em seguida, um referendo, realizado em 1º de setembro, permitiu a restauração da monarquia, e o rei Jorge II voltou a Atenas. A EAM, que controlava a maior parte da Grécia, ainda tentou tomar o controle da capital mas foi derrotada. A derrota das forças da EAM significou o fim da sua primazia: o ELAS fora desarmado, e o EAM continuou com a sua ação política como uma organização multipartidária. As tensões permanecem altas e os confrontos entre direita e facções de esquerda ainda continuariam.

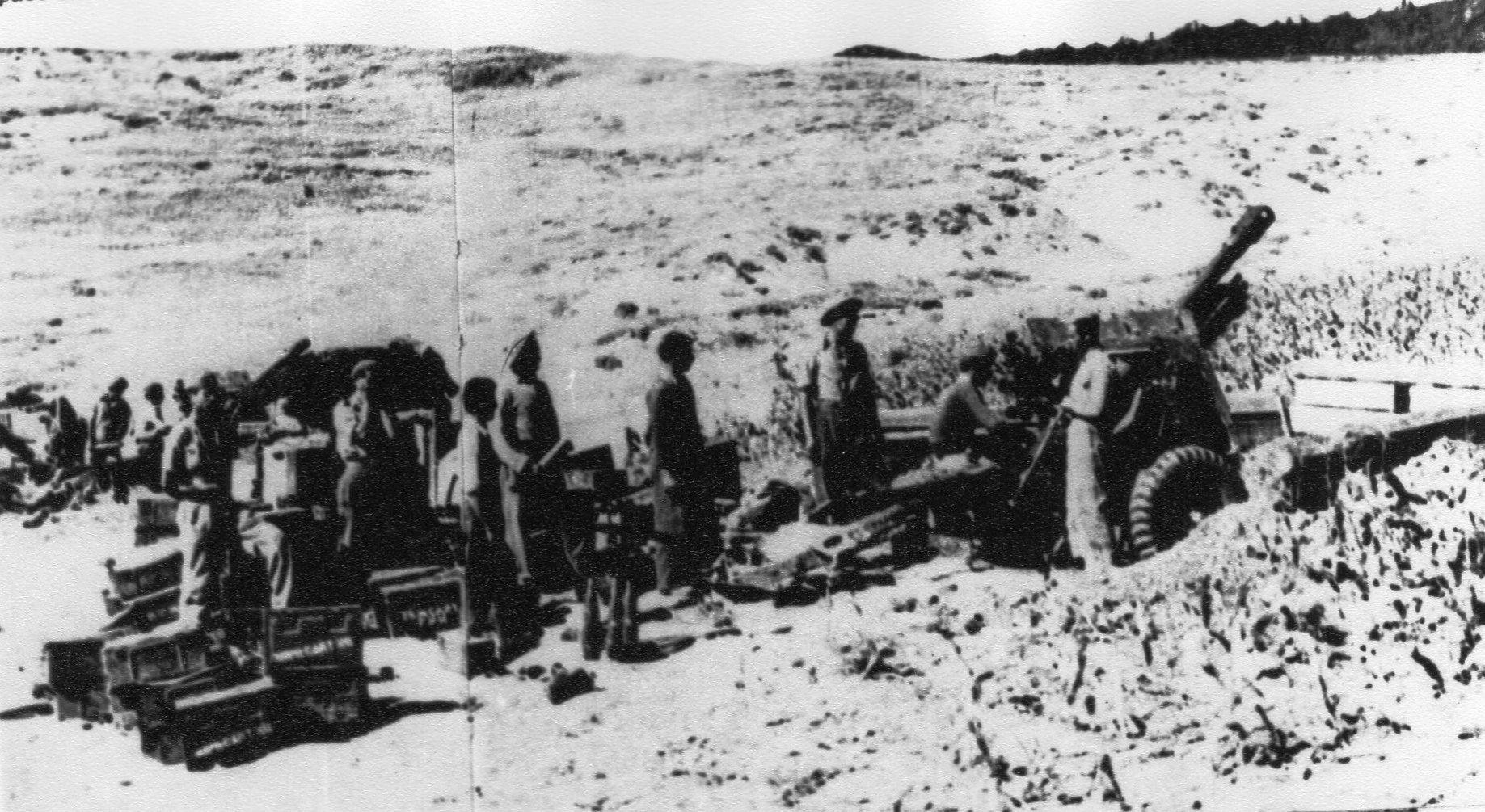
Uma posição de artilharia do exército helênico durante a guerra.

- Na terceira fase (1946-1949), os comunistas, depois rejeitarem o resultado das eleições de 1946, levantaram-se nas montanhas da Macedônia e na região de Epiro, onde estabeleceram um governo revolucionário, na cidade de Conitsa. O governo monarquista pediu ajuda aos britânicos, que, por sua vez, pediram reforços ao presidente dos EUA Harry Truman. Por outro lado, os comunistas tinham apoio político e logístico dos recém fundados estados socialistas do norte (Albânia, Iugoslávia, Bulgária) e da URSS. Apesar do fracasso inicial das forças governistas de 1946 até 1948, o aumento da ajuda americana ao governo grego, a falta de um elevado número de recrutas para o DSE e os efeitos colaterais da ruptura Tito-Stalin, levaram à derrota dos insurgentes comunistas, e assim os monarquistas conseguiram impor-se em 1949.

Durante o conflito, os países vizinhos aproveitaram a oportunidade para expressar várias reivindicações territoriais sobre a Grécia. Muitos membros do ELAS eram macedônios étnicos, que estabeleceram o SNOF (Frente de Libertação da Macedônia) em 1944, com a ajuda do líder iugoslavo Tito, que pretendia anexar a Macedônia grega. O KKE era a favor da criação de uma República Socialista da Macedônia, unificando toda a Macedônia, tanto a parte grega como a eslava. Mais tarde, o ELAS e o SNOF tiveram divergências políticas e finalmente romperam sua aliança. Além disso, os vários governos gregos anticomunistas foram forçados a alinhar suas prioridades de política externa com as de seus aliados, mesmo após o fim da guerra civil.
A guerra civil deixou o país em pior estado do que se encontrava no final da ocupação nazista, em 1944. Milhares de gregos foram obrigados a emigrar por razões económicas, dirigindo-se a países como os EUA, Austrália e Alemanha. A guerra civil deixou também uma sociedade politicamente dividida até meados dos anos 1970, quando se instaura a ditadura dos coronéis. A vitória final do Ocidente, que apoiara as forças do governo, levou à adesão da Grécia à OTAN, e ajudou a definir o equilíbrio de poder no Mar Egeu ao longo de toda a Guerra Fria, enquanto as relações com seus vizinhos dos Bálcãs e com a URSS se deterioraram consideravelmente.